# Зуби тигра
«Зуби тигра» — роман-трилер, написаний Томом Кленсі та виданий 11 серпня 2003 року. Дія відбувається у світі після теракту 11 вересня; це перша книга, в якій розповідається про «Кампус» — таємне розвідувальне агентство, створене президентом Джеком Раяном. Хоча він сам не фігурує в книзі, проте його син Джек Раян-молодший, а також його племінники Домінік і Браян Карузо представлені в сюжеті, як оперативники «Кампусу». Книга дебютувала під номером один у списку бестселерів New York Times і стала останнім романом, написаним Кленсі до семирічної перерви в роботі.

## Сюжет
У Римі вбито начальника резидентури Моссаду. Це вбивство викликало інтерес «Кампусу»,— негласного розвідувального агентства, створеного колишнім президентом Сполучених Штатів Джеком Раяном перед закінченням його президентського терміну. Розташована у висотній офісній будівлі, яка має пряму видимість між головними будівлями ЦРУ та АНБ, організація була створена для «виявлення, локалізації та боротьби з терористичними загрозами» в очікуванні того, що нинішня адміністрація нехтуватиме ЦРУ та АНБ. Приватна торгова та арбітражна компанія Hendley Associates служить законним прикриттям для «Кампусу», фінансуючи його операції через торги на фондовому ринку, на які впливають отримані дані розвідки, таким чином усуваючи федеральний нагляд і дозволяючи вільно керувати його діяльністю.
Джек Раян-молодший, син колишнього президента, дізнається про діяльність «Кампусу». Бажаючи служити своїй країні у світі після подій 11 вересня, він найнявся в агентство як аналітик. В іншому місці працює його двоюрідний брат Браян Карузо — морський піхотинець США, який повертається з Афганістану, щоб бути нагородженим за бойові заслуги. Його брат-близнюк Домінік — агент ФБР, який, розслідуючи викрадення маленької дівчинки, знаходить її зґвалтованою та вбитою. Карузо вбиває підозрюваного нібито під час самозахисту після того, як його помітив підозрюваний і відреагував, схопивши ножа під дулом пістолета (тим самим створюючи «загрозу» життю офіцера, що дало право застосувати зброю).
Незабаром братів Карузо залучають до ударної команди Кампусу, куди їх відбирають за їхню здатність холоднокровно вбивати ворогів. Однак Браян не впевнений у моральності здійснення превентивних вбивств, навіть проти терористів. Ситуація змінюється, коли кілька груп ісламських фундаменталістів перетинають американо-мексиканський кордон і атакують кілька приміських торгових центрів. Браян і Домінік випадково перебувають в одному з торгових центрів, коли відбувається напад. Незважаючи на те, що вони вдало знаходять і нейтралізовують усіх чотирьох стрільців, десятки людей гинуть; подібні масові вбивства відбуваються в більшості інших атакованих місць. Коли поранена дитина помирає в нього на руках після нападу, Браян остаточно відмовляється від своїх колишніх моральних сумнівів. Кампус вирішує, що брати готові, і впроваджує стратегію «розвідки вогнем», щоб знищити лідерів терористів.
Щоб здійснити вбивства, братам видають зброю, що використовуватиме сукцинілхолін — отруту, розроблену професором Колумбійського університету, брат якого загинув під час терактів 11 вересня. Сукцинілхолін вприскується через підшкірну голку, замасковану під ручку. Скручування наконечника змінює наконечник зі звичайного на гостру голку, яка доставляє 7 міліграмів речовини. Для смерті необхідно лише 5 міліграмів. Речовина викликає повний параліч через 30-50 секунд і смерть через 3 хвилини, вимикаючи всі м'язи жертви (включно з діафрагмою), за винятком серця. Це робить вбивство схожим на серцевий напад, що не викликає підозр.
Під виглядом туристів команда мандрує Європою, знаходячи та вбиваючи кількох головних гравців терористичної організації. Перші три вбивства відбуваються досить звично, а під час третього вбивства до братів приєднується їхній двоюрідний брат Джек. Хоча Джек спочатку був присутнім як спостерігач та консультант, він змушений сам стати оперативним співробітником і убити ціль, коли брати виходять з гри через те що офіціант випадково пролив вино на них. Після вбивства терориста (випадково в тій самій кімнаті, де терорист раніше убив співробітника Моссаду), Джек викрадає у нього ключ від кімнати готелю, де отримую доступ до його комп'ютера та копіює весь вміст для подальшого аналізу.

## Персонажі

### «Кампус»
- Джон Патрік «Джек» Раян молодший : аналітик і син Джека Р на
- Домінік «Енцо» Карузо : Оперативний офіцер і двоюрідний брат Джека. Він є спеціальним агентом ФБР, який працює в Бірмінгемі, штат Алабама.
- Браян «Альдо» Карузо : Оперативний офіцер і брат-близнюк Домініка. Він морський піхотинець Force Recon, який служив в Афганістані.
- Джеральд Пол «Джеррі» Хендлі молодший : директор Hendley Associates і The Campus
- Джером «Джеррі» Раундс : керівник відділу стратегічного планування та начальник розвідки
- Сем Ґрейнджер : керівник відділу торгівлі валютою та операційний керівник
- Рік Белл : аналітик і син інструктора Джека
- Тоні Уіллс : аналітик і інструктор Джека
- Піт Олександр : офіцер з навчання близнюків Карузо

### Організація
- Мохаммед Хасан ад-Дін (MoHa): операційний директор, убитий Джеком у Римі
- Уда бін Салі : фінансист нападів, убитий Браяном у Лондоні
- Анас Алі Атеф : Вербувальник терористів, убитий Домініком у Мюнхені
- Фаад Рахман Ясін : Посильний терорист, убитий Браяном у Відні
- Мустафа : лідер однієї з команд, відправлених для нападу на чотири приміські торгові центри в Сполучених Штатах.
- Емір : лідер Організації. Пізніше він стане головним антагоністом у наступному романі Живий чи мертвий.

### Інші персонажі
- Ернесто : старший член картелю, який взаємодіє з людьми Мухаммеда Хассана
- Девід Грінголд : начальник відділу Моссаду в Римі

## Суперечка
Зображення насильства в реальній обстановці викликало незначну суперечку серед жителів Шарлоттсвілля та округу Альбемарл, штат Вірджинія, під час його виходу, як повідомляє щотижневик Шарлотсвілля The Hook. Торговий центр Charlottesville Fashion Square в районі Шарлоттсвілля в романі є місцем масового вбивства, вчиненого групою ісламських терористів. Сцена містить точні посилання на сучасні магазини орендарів торгового центру, а також на Університет Вірджинії.
Представник Charlottesville Fashion Square сказав The Hook, що оператори торгового центру не були задоволені включенням торгового центру в книгу. Начальник поліції округу Албемарл Джон Міллер зазначив, що не вважає роман загрозою для міста.

## Рецепція
Як і попередній роман «Червоний кролик» «Зуби тигра» Кленсі був не дуже добре сприйнятий критиками, рецензії на «Зуби тигра» були «в кращому випадку теплими». The Washington Post описала його як «роздутий, нудний, дурний роман» з «безглуздими діалогами, павутинними характеристиками, нескінченними повтореннями та політикою наклейок на бампері». The St. Louis Post-Dispatch також розкритикувала це, сказавши, що найпозитивніше в книзі те, що вона «милосердно коротша, ніж її хронологічна попередниця в серії про Джека Р на».San Antonio Express-News описав роман як «прийнятний трилер», який є «очевидною спробою переосмислити франшизу, створену [Кленсі]».